# Phytosciara insignituberosa
Phytosciara insignituberosa är en tvåvingeart som beskrevs av Alam, Chaudhuri och Gupta 1989. Phytosciara insignituberosa ingår i släktet Phytosciara och familjen sorgmyggor. Inga underarter finns listade i Catalogue of Life.